# Ibrahim Rojas
Ibrahim Rojas (Santa Cruz del Sur, Camagüey, 10 de outubro de 1975) é um ex-canoísta cubano especialista em provas de velocidade.

## Carreira
Foi vencedor da medalha de prata em C-2 1000 metros em Sydney 2000, junto com o seu colega de equipa Leobaldo Pereira.
Foi vencedor da medalha de prata em C-2 500 metros em Atenas 2004, junto com o seu colega de equipa Ledis Balceiro.